# Fayyumische Sprache
Fayyumisch (auch Faijûmisch) ist eine regionale Varietät des Koptischen, literarisch zwischen dem 4. und 11. Jahrhundert zu greifen, jedoch nur mit marginalem Status. Gesprochen wurde Fayyumisch in Nord-Mittelägypten, in dem Gebiet um das Fayyum-Becken. Die gesprochensprachlichen Dialektgrenzen sind nicht mehr zu rekonstruieren, daher ist das prestigearme Fayyumisch als Graphodialekt zu verstehen.
Im Hieroglyphisch-Ägyptischen wurde das Gebiet als „das Seenland“ = ta-esch bezeichnet, im modernen Ägyptisch-Arabischen analog als Fayyum =فيوم, was auf Koptisch „der See“ =ΦΙΟΜ (mit proklitischem Präfixartikel) zurückgeht. Das Wort yom „Meer“ ist jedoch semitischen, genauer kanaanäischen, Ursprungs (ym > Demotisch ym „Meer, Gewässer, See“ > Koptisch ΕΙΟΜ).
Hauptsächlich wegen des sehr unübersichtlichen Publikationsstandes des Sprachmaterials (Teile der Manuskripte des St. Michael Klosters von Hamuli liegen in der Pierpont Morgan Library, New York beziehungsweise im Koptischen Museum Kairo, Berlin, Strasbourg, sowie Freiburg im Breisgau) sowie der Heterogenität des Dialektes sind bislang weder eine umfassende Grammatik, noch Studien bezüglich grammatischer Details des Fayyumischen erschienen. Distinktivtes Merkmal zu den anderen koptischen Dialekten ist der sogenannte Lambdazismus (<r> wird standardmäßig durch <l> wiedergegeben – bis auf bei wenigen Ausnahmen), der ein phonologisches Phänomen des Fayyums darstellt, da er auch in griechischen Texten aus der Region zu finden ist, desgleichen in demotischen Texten aus dem Fayyum. Hintergrund dürfte eine Artikulation des <r> als Approximant sein, der in dieser Region mit dem lateralen Approximanten (Lateral) /l/ zusammenfiel. Die silbischen Sonoranten der anderen Dialekte (B, L, M, N und R) sind aufgelöst zu e plus Konsonant (d. h., statt B als Silbengipfel wird auf EB ausgewichen).
Das Fayyumische verfügt über einige Lexeme, die in anderen Dialekten nicht belegt scheinen.
Wie auch in den anderen Varietäten des Koptischen ist das Schrifttum des Fayyumischen vornehmlich religiösen Inhalts, daneben finden sich aber auch dokumentarische Texte, die zum Teil unpubliziert sind, magische Texte und Briefe.